# Cloud Hosting
Cloud Hosting – usługa hostingowa działająca w oparciu o technologię chmury obliczeniowej (ang. cloud computing), która zapewnia dostęp do zasobów całego klastra serwerów.

## Technologia[1]
Hosting w chmurze to nowoczesne rozwiązanie polegające na zsynchronizowanej i jednolitej pracy sieci serwerów. Pod każdym względem przewyższa ono tradycyjny hosting.

### Hosting współdzielony w chmurze
Usługa hostingowa w technologii Cloud świadczona jest w modelu SaaS - oprogramowanie jako usługa (ang. Software as a Service). Jest to kompleksowe rozwiązanie, które zapewnia dostęp do infrastruktury, a także do zasobów i aplikacji niezbędnych do jej poprawnego funkcjonowania. Cloud Hosting w modelu SaaS jest przeważnie stosowany do obsługi stron WWW, sklepów i różnego rodzaju serwisów internetowych. Korzystanie z usługi w tym modelu nie wymaga wiedzy specjalistycznej w zakresie zarządzania serwerem.

### Dynamiczne przydzielanie zasobów
Za zarządzanie klasterem serwerów odpowiadają load balancery. Urządzenia przydzielają zasoby na podstawie analizy obciążenia, przekierowują je w razie awarii sprzętu, konserwacji systemów, wymiany podzespołów lub planowego wyłączenia pojedynczego serwera.

### Powielanie elementów chmury
W prawidłowo zbudowanej chmurze wszystkie elementy są wielokrotnie duplikowane w celu zapewnienia bezpieczeństwa i niezawodności tego rozwiązania. Powieleniu podlega każdy element infrastruktury (tory zasilania, zasilaczy każdego urządzenia, load balancery etc.), a także wszystkie informacje przechowywane na macierzach. System tego typu zapewnia, że wyłączenie dowolnego serwera nie powoduje przerwy czy spowolnienia w działaniu stron internetowych czy serwisów pocztowych.

### Rozmieszczenie serwerów[2]
Usługa Cloud Hosting cechuje się niezawodnością i bezpieczeństwem danych, dzięki rozproszonej sieci fizycznych serwerów, które znajdują się w centrach danych. Infrastruktura techniczna zapewnia bezpośredni dostęp do szerokopasmowych łącz internetowych o bardzo dużej przepustowości (często zlokalizowane są w kluczowych punktach wymiany ruchu internetowego – Internet Exchange Point), specjalistycznego zabezpieczenia budynku (np. alternatywne źródła zasilania, zabezpieczenia przeciwpożarowe, ograniczenie dostępu do sprzętu) oraz obecność doświadczonego personelu technicznego.

## Porównanie Cloud Hostingu i tradycyjnej technologii
W porównaniu do tradycyjnego hostingu, gdzie użytkownik otrzymuje dostęp do dokładnie określonej powierzchni dyskowej na pojedynczym serwerze i współdzieli z innymi moc obliczeniową jednego procesora, strony odsługiwane przez Cloud Hosting mają stały dostęp do wszystkich zasobów chmury, a także mocy obliczeniowej dziesiątek ultraszybkich procesorów. Dostępność pełnych zasobów sieci serwerów zapewnia najwyższe możliwe SLA (dostępność usługi) oraz najszybsze generowanie stron WWW.

## Cloud Hosting w Polsce[3]
Jedynym podmiotem na polskim rynku świadczącym usługę hostingu współdzielonego w technologii Cloud jest nazwa.pl.